# Берта Боєту
Берта Боєту (словен. Berta Bojetu Boeta) — словенська поетеса, письменниця, драматургиня та акторка, * 7 лютого 1946, Марибор, Югославія, † 16 березня 1997, Любляна, цвинтар Жале, Словенія.

## Життєпис
Берта Боєту народилася 7 лютого 1946 року в Мариборі в сім'ї матері Берти Оберчкал (словен. Berta Oberčkal) та батька Мануеля Боета Рафанеля (іспан. Manuele Boetu Rafanelli), вихідця з Барселони. Її прізвище «Боєту» виникло через помилковий запис прізвища батька при її народженні, коли він уже зник.
Закінчила середню школу в Мариборі, після чого вивчала славістику на Педагогічному факультеті Люблянського університету. Певний час викладала, а згодом вступила до Академії театру, радіо, кіно і телебачення (AGRFT), де здобула акторську освіту.
У 19 років вийшла заміж за Віктора Трбовшка (словен. Viktor Trbovšek) і народила доньку Аполонію Боєту (словен. Apolonija Bojetu). У 1973 році вдруге вийшла заміж за Змаго Єлінчича (словен. Zmago Jelinčič), від якого того ж року народила сина Клемена Єлінчича Боета (словен. Klemen Jelinčič Boeta).
Протягом 15 років була акторкою Люблянського театру ляльок та співзасновницею театрального гурту Koreodrama. У 1984 році була прем'єра її поетичної драми «Розмова в будинку Карльштейн» (словен. Pogovor v hiši Karlstein), яка в 1988 році вийшла у вигляді поетичної збірки під назвою «Слова з будинку Карльштейн» (словен. Besede v hiši Karlstein).
У 1995 році написала та поставила дитячу п'єсу «Ходімо до бабусі — Осама» (словен. Gremo k babici — Osama). Того ж року в журналі «Nova revija» було опубліковано її коротку прозову роботу «Šira», що тематично перегукується з її загальним творчим доробком.
Також грала у виставах та фільмах, серед яких «Перехід» 1980 (словен. Prestop), «Кохання» 1984 (словен. Ljubezen), «Барани і мамонти» 1985(словен. Ovni in mamuti), «Вітер у мережі» 1989 (словен. Veter v mreži) та «Коли я заплющую очі» 1993 (словен. Ko zaprem oči).

## Літературна діяльність
Боєту розпочала публікувати вірші у 1976 році в журналах "Dialogi", "Tribuna" і "Mentor", а згодом у ''Literatura'' та ''Nova revija''. Випустила дві поетичні збірки: "Žabon" (1979) і "Besede iz hiše Karlstein" (1988).
Написала два романи: ''Filio ni doma'' (1990) та ''Ptičja hiša'' (1995), які відзначаються поетичним стилем і багатою символікою. У них вона досліджує теми вигнання, насильства, любові, влади та жіночої долі. В обох романах також простежуються біблійні мотиви.
У 1992—1993 роках жила в Ізраїлі, зокрема в Єрусалимі. Після її смерті син Клемен передав близько 600 її книг до посольства Словенії в Тель-Авіві.

### Поезія
- Žabon (1979)
- Besede iz hiše Karlstein (1988)
- Zbrane pesmi (2016)

### Проза
- Filio ni doma (1990)
- Ptičja hiša (1995)
- Šira (1995)

### Драматургія
- Gremo k babici — Osama (1995)

## Нагороди
- 1986 Нагорода Бороштникового фестивалю за театральну роль (за роль Агати Шварцкоблер у однойменній виставі)
- 1996 Літературна премія "Кресник" за найкращий роман (за Ptičja hiša)

## Спадщина
У травні 2002 року в Мариборі відбувся перший міжнародний симпозіум, присвячений творчості Берти Боєту. Його матеріали були опубліковані у 2005 році під редакцією Каті Штурм Шнабл.